# Мађо (Болоња)
Мађо (итал. Maggio) је насеље у Италији у округу Болоња, региону Емилија-Ромања.
Према процени из 2011. у насељу је живело 510 становника. Насеље се налази на надморској висини од 64 м.